# Mammillaria magnifica
Mammillaria magnifica ist eine Pflanzenart aus der Gattung Mammillaria in der Familie der Kakteengewächse (Cactaceae). Das Artepitheton magnifica bedeutet ‚prächtig‘.

## Beschreibung
Mammillaria magnifica wächst Gruppen bildend. Die zylindrischen Triebe werden bis zu 40 Zentimeter hoch und 7 bis 9 Zentimeter im Durchmesser groß. Die Warzen sind pyramidal oder konisch geformt und enthalten Milchsaft. Die Axillen sind mit weißer Wolle und mit Borsten besetzt. Die 4 bis 5 Mitteldornen, manchmal auch bis zu acht, sind kräftig, nadelig, gelblich braun bis braun. Der unterste ist gehakt und bis zu 5,5 Zentimeter lang, die übrigen sind kürzer. Die 18 bis 24 Randdornen sind gerade, glasig weiß bis gelblich gefärbt und 3 bis 8 Millimeter lang.
Die mehr oder weniger purpurroten Blüten sind 2 Zentimeter lang und erreichen dabei einen Durchmesser von 1,1 bis 1,2 Zentimeter. Die keulig geformten Früchte sind rosa mit grüner Spitze und 0,5 bis 2,2 Zentimeter lang. Sie enthalten braune Samen.

## Verbreitung, Systematik und Gefährdung
Mammillaria magnifica ist im mexikanischen Bundesstaat Morelos verbreitet. Die ursprünglich angegebene Herkunft aus Puebla ist falsch und sollte ein Nachsammeln verhindern.
Die Erstbeschreibung erfolgte 1967 durch Francisco Guillermo Buchenau. Ein taxonomisches Synonym ist Mammillaria magnifica var. minor G.Buchenau (1967).
In der Roten Liste gefährdeter Arten der IUCN wird die Art als „Data Deficient (DD)“, d. h. mit keinen ausreichenden Daten geführt.

## Nachweise